# کارلوس بورخا (بازیکن بسکتبال)
کارلوس بورخا (اسپانیایی: Carlos Borja‎; ۲۳ مهٔ ۱۹۱۳ – ۲۵ نوامبر ۱۹۹۲) بازیکن بسکتبال اهل مکزیک بود.